# Pear Lake, Ontario
Pear Lake är en sjö i Algoma District i provinsen Ontario i den sydöstra delen av Kanada. Pear Lake ligger 312 meter över havet. Sjön genomlöps av Pistol Creek i nordvästra hörnet av sjön. Pear Lake tillhör Blind Rivers avrinningsområde.